# Victoria University (Toronto)
La Victoria University (chiamata anche Victoria College) è un college dell'Università di Toronto, in Canada. Fondata nel 1836, è intitolata alla regina Vittoria d'Inghilterra.
L'università è situata nella parte nordorientale del campus dell'Università di Toronto, a fianco del St. Michael's College e del Queen's Park. Tra i suoi edifici vi è Annesley Hall, un sito storico nazionale del Canada.
È un importante centro per gli studi sulla Riforma e sul Rinascimento, e organizza corsi accademici internazionali sul teatro inglese pre-puritano e sulle opere di Erasmo da Rotterdam.

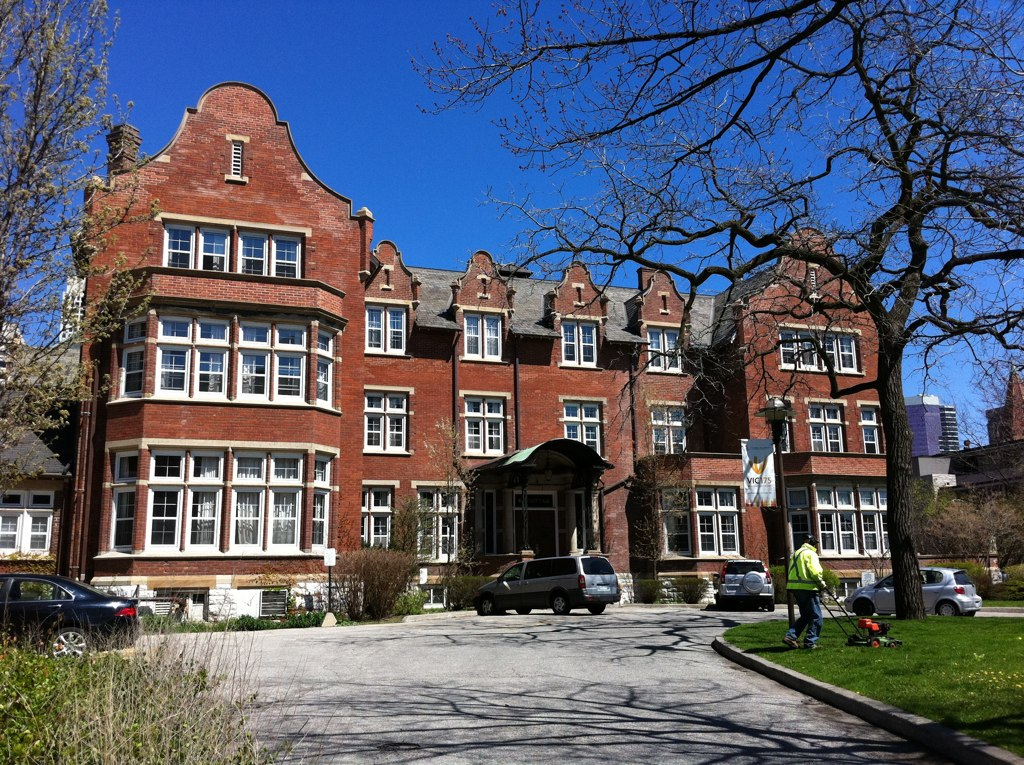
Annesley Hall